# مولوی
جلال‌الدین محمد بلخی (۶ ربیع‌الاول ۶۰۴ ه‍.ق / ۱۲۰۷ میلادی – ۵ جمادی‌الثانی ۶۷۲ ه‍.ق / ۱۲۷۳ م) نامدار به مولوی، مولانا و رومی شاعر پارسی‌گوی است. نام کامل وی «محمد بن محمد بن حسین حسینی خطیبی بکری بلخی» بوده و در دوران حیات به القاب «جلال‌الدین»، «خداوندگار» و «مولانا خداوندگار» نامیده می‌شده است. در سده‌های پسین (ظاهراً از سدهٔ نهم هجری) القاب «مولوی»، «مولانا»، «مولوی رومی» و «ملای رومی» برای وی به کار رفته است و از برخی از اشعارش تخلص او را «خاموش» و «خَموش» و «خامُش» دانسته‌اند.
 نفوذ مولوی فراتر از مرزهای ملی و تقسیمات قومی است. ایرانیان، افغان‌ها، تاجیک‌ها، ترکیه‌ای‌ها، یونانیان، دیگر مسلمانان آسیای میانه و مسلمانان جنوب شرق آسیا در مدت هفت قرن گذشته به شدت از میراث معنوی رومی تأثیر گرفته‌اند. اشعار او به‌طور گسترده‌ای به بسیاری از زبان‌های جهان ترجمه شده است. ترجمهٔ سروده‌های مولوی که با نام رومی در غرب شناسایی شده به‌عنوان «محبوب‌ترین» و «پرفروش‌ترین» شاعر در ایالات متحدهٔ آمریکا شناخته می‌شود.
بیشتر آثار مولوی به زبان فارسی سروده شده است، اما در اشعارش به‌ندرت از زبان‌های ترکی، عربی و کاپادوسیه‌ای یونانی نیز استفاده کرده است. با شمارش تمام ابیات ترکی و یونانی منتسب به مولوی که صحت انتساب بسیاری از آنها محل تردید است، در کنار افزون بر ۶۱٫۰۰۰ بیت فارسی سرودهٔ مولوی، ۱۲ بیت ترکی، ۵ بیت مُلَمَّع (یک مصرع فارسی و یک مصرع زبان دیگر که در اینجا ترکی است)، ۱۷ بیت که در آن‌ها عبارات ترکی سوای وام‌واژه‌های ترکی همچون یغما و اردو آمده، به مولانا منسوب است و چند سطر نثر ترکی نیز در کنار سه کتاب منثور او به فارسی و عربی (فیه ما فیه و مجالس سبعه و مکتوبات) به وی نسبت داده شده است. علاوه بر این‌ها، مولانا ۲۳ بیت و ملمع به زبان یونانی و چندین بیت با عبارت‌های یونانی و بیش از هزار بیت و ملمع و نثر به زبان عربی دارد.
مثنوی معنوی او که در قونیه تصنیف شده است یکی از ارجمندترین دیوان‌های شعر زبان فارسی به‌شمار می‌رود. آثار او به‌طور گسترده در سراسر ایرانِ بزرگ خوانده می‌شود و ترجمهٔ آثار او در ترکیه، جمهوری آذربایجان، ایالات متحده و جنوب آسیا بسیار محبوب هستند.

## زندگی

### آغاز زندگی

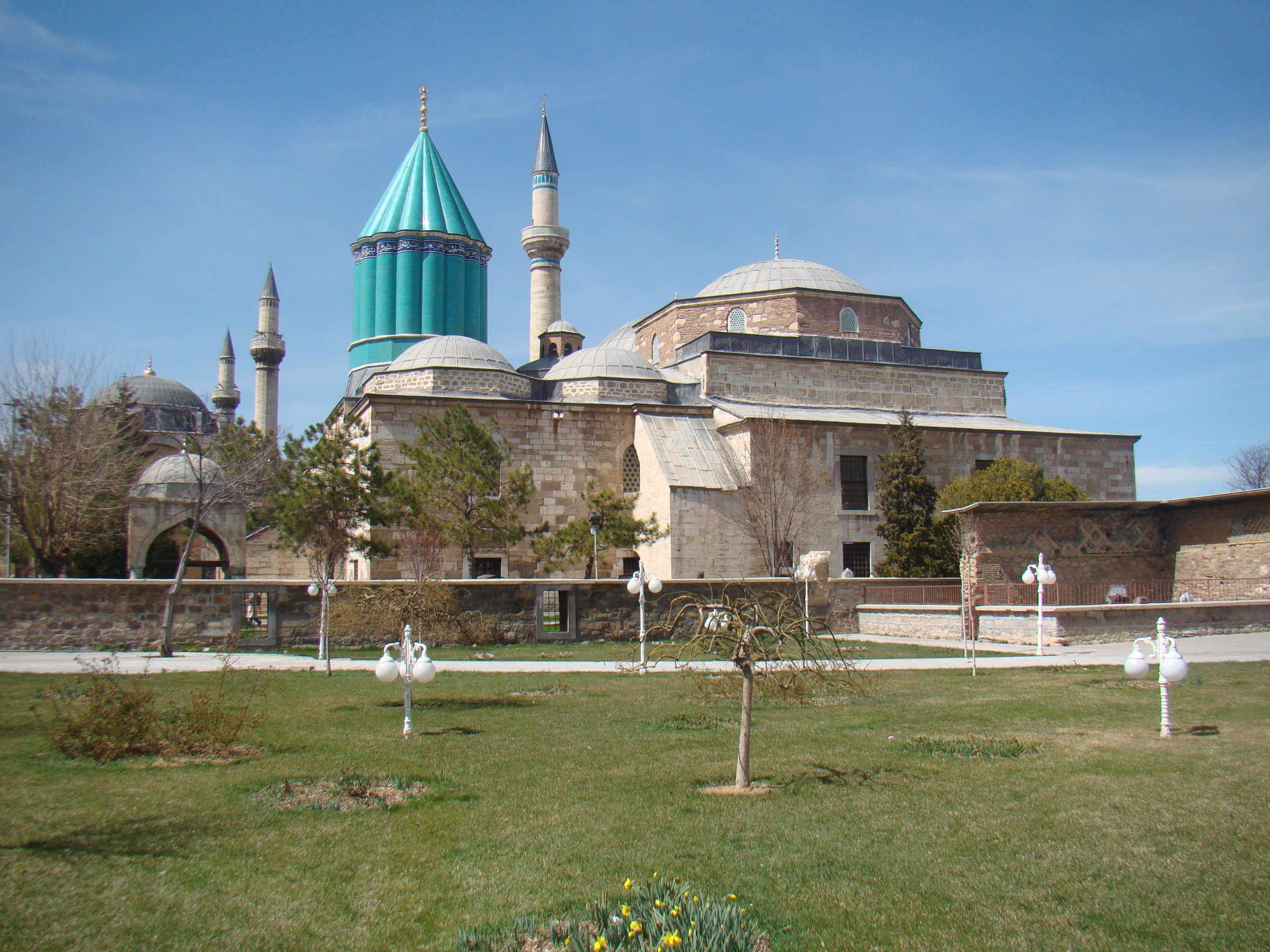
موزهٔ مولانا در قونیه

جلال‌الدین محمد بلخی در ۶ ربیع‌الاول سال ۶۰۴ هجری قمری برابر با ۱۵ مهر ۵۸۶ هجری خورشیدی (۱۲۰۷ میلادی) در بلخ یا وخش زاده شد. پدر او مولانا محمد بن حسین خطیبی نامور به بهاءالدین ولد و سلطان‌العلما، از بزرگان صوفیه و مردی عارف بود و نسبت خرقهٔ او به احمد غزالی می‌پیوست. وی در عرفان و سلوک پیشینه‌ای دیرین داشت و چون اهل بحث و جدال نبود و دانش و معرفت حقیقی را در سلوک باطنی می‌دانست نه در مباحثات و مناقشات کلامی و لفظی؛ پرچم‌داران کلام و جدال با او مخالفت کردند. از جمله فخرالدین رازی که استاد سلطان محمد خوارزمشاه بود و بیش از دیگران شاه را علیه او برانگیخت. سلطان‌العلما احتمالاً در سال ۶۱۰ قمری (۱۲۱۳ م) هم‌زمان با یورش چنگیزخان از بلخ کوچید و سوگند یاد کرد که تا محمد خوارزمشاه بر تخت نشسته، به شهر خویش بازنگردد. روایت شده است که در راه سفر با فریدالدین عطار نیشابوری نیز دیدار داشت و عطار، مولانا را ستود و کتاب اسرارنامه خود را به او پیشکش کرد. فرانکلین لوئیس این حکایت را رد کرده و دروغین می‌داند. وی به قصد حج، به بغداد و سپس مکه و پس از انجام مناسک حج به شام رفت. سپس با دعوت علاءالدین کیقباد سلجوقی به قونیه رهسپار گردید و تا اواخر عمر همان‌جا ماندگار شد. مولانا در نوزده سالگی با گوهرخاتون ازدواج کرد. سلطان‌العلما در حدود سال ۶۲۸ قمری (۱۲۳۰ م) جان سپرد و در همان قونیه به خاک سپرده شد. در آن هنگام مولانا جلال‌الدین ۲۳ سال داشت که مریدان از او خواستند که جای پدرش را پر کند.
| همه کردند رو به فرزندش      |  | که تویی در جمال مانندش       |
| شاه ما زین سپس تو خواهی بود |  | از تو خواهیم جمله مایه و سود |

سید برهان‌الدین محقق ترمذی، مرید پاکدل پدر مولانا و نخستین کسی بود که مولانا را به وادی طریقت راه نمود. وی سفر کرد تا با مرشد خود، سلطان‌العلما در قونیه دیدار کند؛ اما وقتی که به قونیه رسید، متوجه شد که او جان باخته است. پس نزد مولانا رفت و بدو گفت: «در باطن من علومی است که از پدرت به من رسیده. این معانی را از من بیاموز تا خلف صدق پدر شوی.» مولانا نیز به دستور او به ریاضت نشست و نِه سال با او همنشین بود تا اینکه برهان‌الدین رخت بربست.
| بود در خدمتش به هم نه سال |  | تا که شد مثل او به قال و به حال |

### مؤمنه خاتون
مؤمنه خاتون همسر بهاءالدین ولد و مادر جلال‌الدین محمد مولاناست. مزار او در قرامان / لارنده کشف شده، بنابراین باید بین سال‌های ۶۱۹–۶۲۶ ه‍.ق (۱۲۲۲–۱۲۲۹ م) از دنیا رفته باشد.
در سال‌های بعد از ۶۱۷ قمری یعنی اواسط دهه ۱۲۲۰ میلادی بهاءالدین ولد و خانواده‌اش که جلال‌الدین محمد بلخی (مولوی) نیز در آن بود به آناتولی مرکزی – روم – رسیدند. لقب «رومیِ» جلال‌الدین از اینجاست. آنان مدتی در لارنده / کرمن کنونی توقف کردند. مردم آن سامان هنوز هم به دیدن مسجد کوچکی که به افتخار او – مؤمنه خاتون – ساخته شده می‌روند.
کرمن، پایتخت سلجوقیان روم، در حدود صد کیلومتری جنوب خاوری قونیه واقع است، علاءالدین کیقباد که عالمان و عارفان سراسر دنیا را گرد خود آورده بود، بهاءالدین ولد پدر مولوی را به این شهر فراخواند. قونیه شهری بود که بهاءالدین ولد و خانواده‌اش پس از چهار سال اقامت در لارنده در سال ۶۲۶ یا ۶۲۷ قمری (۱۲۲۸–۱۲۲۹ م) در آنجا سکنی گزیدند.
ظاهراً مولانا و برادرش علاءالدین – که بعدها مولوی نام او را بر یکی از پسرانش نهاد – از دختر قاضی مشرف بوده‌اند و بهاءولد زن یا زنان دیگری داشته و احتمالاً از آن‌ها نیز صاحب فرزندانی بوده است. بهاءولد در معارف خود از دو زن یاد کرده است.
بعضی مدعی شده‌اند که خانواده پدری بهاءالدین از نوادگان ابوبکر، خلیفه نخست اسلام هستند، این ادعا چه حقیقت داشته باشد و چه نه، دربارهٔ پیشینه قومی این خانواده هیچ اطلاع مسلمی در دست نیست. نیز گفته شده که همسر بهاءالدین از خاندان خوارزمشاهیان بوده است که در ولایات خاوری حدود سال ۳–۴۷۲ ه‍.ق (۱۰۷۹–۱۰۸۰ م) حکومت خود را پایه‌گذاری کردند، ولی این داستان را هم می‌توان جعلی دانست و رد کرد. خوارزمشاه در سال ۳–۶۰۲ قمری (۱۲۰۵–۱۲۰۶ م) بلخ موطن جلال‌الدین را که در تصرف غوریان بود تسخیر کرد.
اسلاف مولانا چنان‌که فرزند او سلطان ولد نیز بدین معنا اشارت دارد از تباری عظیم و بزرگ بودند. البته شاید روایتی که در انتساب سلطان العلما به خلیفه نخست یعنی ابوبکر بن ابی قحافه به افواه افتاده و رواج یافته، از آن باشد که نام جد مادری وی «ابوبکر» بوده است، و بعدها نام شمس‌الائمه ابوبکر محمد، با نام ابوبکر –نخستین خلیفه راشدین – درآمیخته باشد.
خاندان بهاءولد هم نسبت صدیقی و ابوبکری داشت و هم نسبت علوی ادعا می‌کرد.

### شمس تبریزی

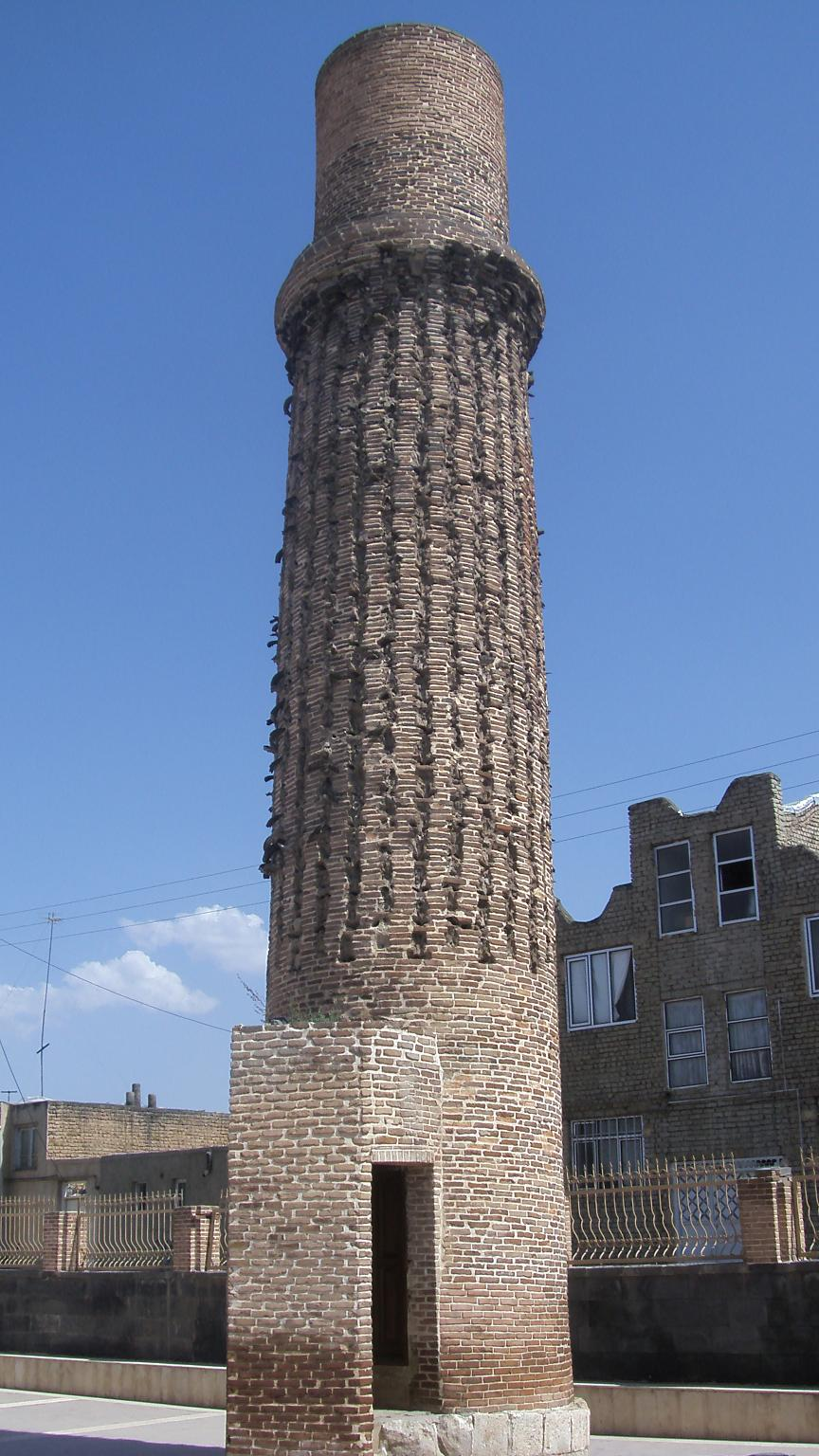
آرامگاه شمس تبریزی در خوی، ایران

مولانا شاعر پارسی‌گوی در ۳۷ سالگی عارف و دانشمند دوران خود بود و مریدان و مردم از وجودش بهره می‌بردند تا اینکه شمس‌الدین محمد بن ملک داد تبریزی روز سه‌شنبه ۲۶ جمادی‌الثانی ۶۴۲ قمری برابر با ۱۶ آذر ۶۲۳ خورشیدی (۱۲۴۴ م) نزد مولانا رفت و مولانا شیفتهٔ او شد. در این ملاقات کوتاه وی دورهٔ پرشوری را آغاز کرد. در این ۳۰ سال، مولانا آثاری برجای گذاشت که از عالی‌ترین نتایج اندیشهٔ بشری است. مولانا حال خود را چنین وصف می‌کند:
| زاهد بودم ترانه‌گویم کردی |  | سر حلقهٔ بزم و باده‌جویم کردی |
| سجاده‌نشینِ با وقاری بودم  |  | بازیچهٔ کودکانِ کویم کردی     |

### دیدار شمس تبریزی و مولانا
روزی مولوی از راه بازار به خانه بازمی‌گشت که رهگذری ناشناس گستاخانه از او پرسید: «صرّافِ عالَمِ معنی، محمد برتر بود یا بایزید بسطامی؟»
مولانا با لحنی آکنده از خشم جواب داد: «محمد (ص) سر حلقهٔ انبیاست، بایزید بسطام را با او چه نسبت؟»
درویش تاجرنما بانگ برداشت: «پس چرا آن یک سبحانک ما عرفناک گفت و این یک سبحانی ما اعظم شأنی به زبان راند؟»
مولانا فرو ماند و گفت: درویش، تو خود بگوی. گفت: اختلاف در ظرفیت است که محمد را گنجایش بیکران بود، هر چه از شراب معرفت در جام او می‌ریختند همچنان خمار بود و جامی دیگر طلب می‌کرد. اما بایزید به جامی مست شد و نعره برآورد: شگفتا که مرا چه مقام و منزلتی است! سبحانی ما اعظم شانی!
پس از این گفتار، بیگانگی آنان به آشنایی تبدیل شد. نگاه شمس تبریزی به مولانا گفته بود از راه دور به جست‌وجویت آمده‌ام اما با این بار گران علم و پندارت چگونه به ملاقات الله می‌توانی رسید؟
و نگاه مولانا به او پاسخ داده بود: «مرا ترک مکن درویش و این بارِ مزاحم را از شانه‌هایم بردار.»

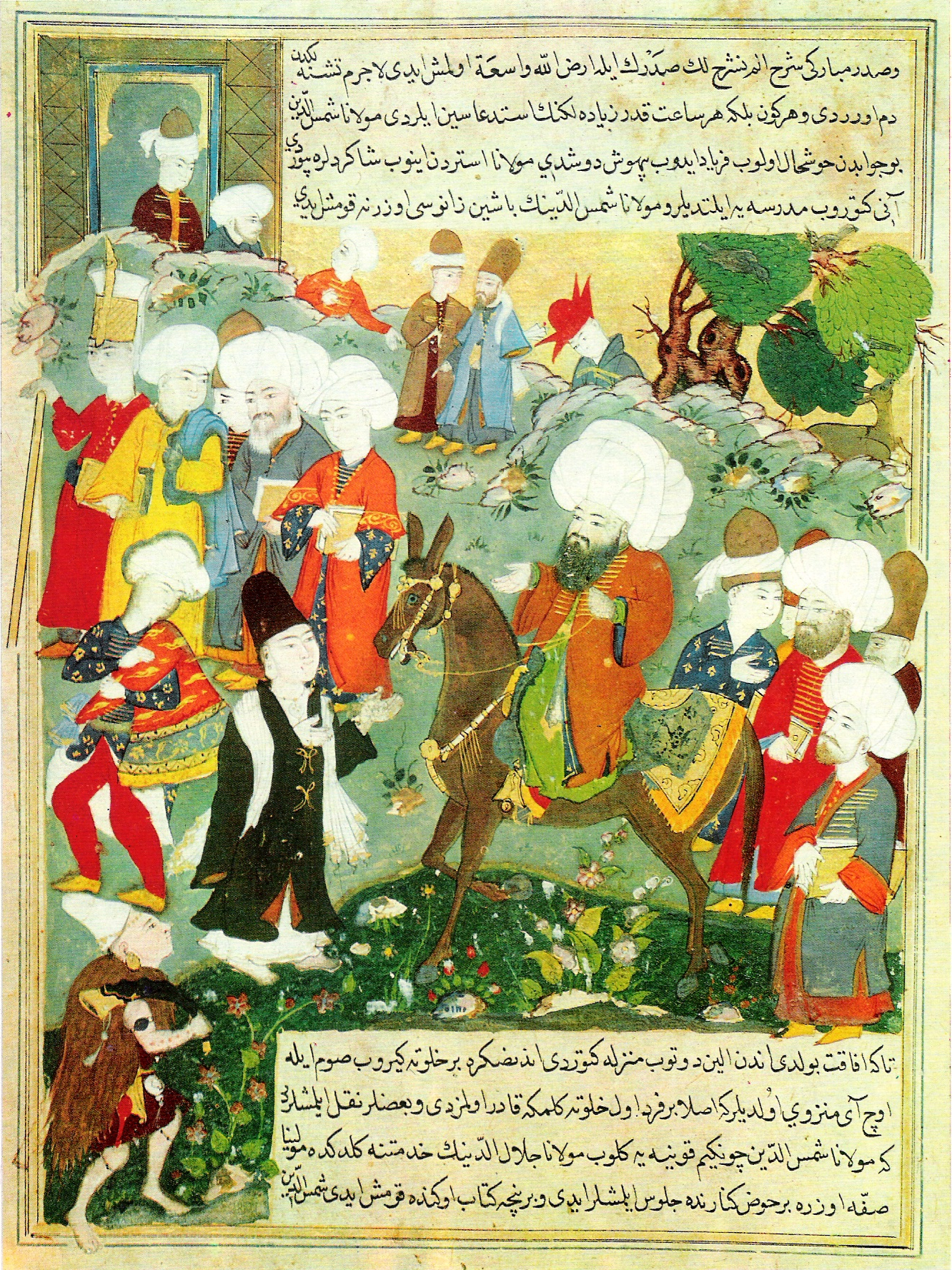
یک نسخه خطی مربوط به دوران عثمانی که مولوی و شمس تبریزی را به تصویر کشیده است.

شمس تبریزی در حدود سال ۶۴۲ قمری (۱۲۴۴ م) به مولانا پیوست و چنان او را شیفته کرد، که درس و وعظ را کنار گذاشت و به شعر و ترانه و دف و سماع مشغول شد و از آن زمان طبعش در شعر و شاعری شکوفا گردید و اشعار پرشور عرفانی سرود. کسی نمی‌داند شمس تبریزی به مولانا چه گفت و چه آموخت که این‌گونه دگرگونش کرد؛ اما واضح است که شمس تبریزی عالم و جهاندیده بود و برخی به خطا گمان کرده‌اند که او از حیث دانش و فن بی‌بهره بوده است که نوشته‌های او بهترین گواه بر دانش گسترده‌اش در ادبیات، لغت، تفسیر قرآن و عرفان است.

### غیبت موقت شمس تبریزی
مریدان می‌دیدند که مولانا مرید ژنده‌پوشی گمنام شده و توجهی به آنان نمی‌کند، به فتنه‌جویی روی آوردند و به شمس تبریزی ناسزا می‌گفتند و تحقیرش می‌کردند.
شمس تبریزی از گفتار و رفتار مریدان رنجید و در روز پنجشنبه ۲۱ شوال ۶۴۳ قمری (۱۲۴۶ م) هنگامی‌که مولانا ۳۹ سال داشت، از قونیه به دمشق کوچید.
مولانا از غیبت شمس تبریزی ناآرام شد. مریدان که دیدند رفتن شمس تبریزی نیز مولانا را متوجه آنان نساخت با پشیمانی از مولانا پوزش‌ها خواستند.
| پیش شیخ آمدند لابه‌کنان |  | که ببخشا مکن دگر هجران  |
| توبهٔ ما بکن ز لطف قبول |  | گرچه کردیم جرم‌ها ز فضول |

مولانا فرزند خود سلطان ولد را همراه جمعی به دمشق فرستاد تا شمس تبریزی را به قونیه بازگردانند. شمس تبریزی بازگشت و سلطان ولد به شکرانهٔ این موهبت یک ماه پیاده در رکاب شمس تبریزی راه پیمود تا آنکه به قونیه رسیدند و مولانا از گرداب غم و اندوه رها شد.

### غیبت دائم شمس تبریزی
پس از مدتی دوباره حسادت مریدان برانگیخته شد و آزار شمس تبریزی را از سر گرفتند. شمس تبریزی از کردارهایشان رنجید تاجایی که به سلطان ولد شکایت کرد:
| خواهم این بار آنچنان رفتن |  | که نداند کسی کجایم من  |
| همه گردند در طلب عاجز     |  | ندهد کس نشان ز من هرگز |
| چون بمانم دراز، گویند این |  | که ورا دشمنی بکشت یقین |

شمس تبریزی سرانجام بی‌خبر از قونیه رفت و ناپدید شد. تاریخ سفر او و چگونگی آن به درستی دانسته نیست.

### شیدایی مولانا
مولانا در دوری شمس تبریزی ناآرام شد و روز و شب در سماع بود و حال آشفته‌اش در شهر بر سر زبان‌ها افتاد.
| روز و شب در سماع رقصان شد |  | بر زمین همچو چرخ گردان شد |

مولانا به شام و دمشق رفت اما شمس را نیافت و به قونیه بازگشت.
او هر چند شمس تبریزی را نیافت؛ ولی حقیقت شمس تبریزی را در خود یافت و دریافت آنچه او در پی آن است در خودش حاضر و متحقق است. مولانا به قونیه بازگشت و رقص و سماع را از سر گرفت و جوان و خاص و عام مانند ذره‌ای در آفتاب پر انوار او می‌گشتند و چرخ می‌زدند. مولانا سماع را وسیله‌ای برای تمرین رهایی و گریز می‌دید. چیزی که به روح کمک می‌کرد تا در رهایی از آنچه او را مقید در عالم حس و ماده می‌دارد پله پله تا بام عالم قدس عروج کند.
چندین سال گذشت و باز حال و هوای شمس تبریزی در سرش افتاد و به دمشق رفت؛ اما باز هم شمس تبریزی را نیافت و به قونیه بازگشت.

### مولانا رومی و صلاح‌الدین زرکوب
مولانا همچون عارفان و صوفیان بر این باور بود که جهان هرگز از مظهر حق خالی نمی‌شود و حق در همهٔ مظاهر پیدا و ظاهر است و اینک باید دید که آن آفتاب جهان‌تاب از کدامین کرانه سر برون می‌آورد و از وجود چه کسی نمایان می‌شود.
روزی مولانا از کنار زرکوبان می‌گذشت. از آواز ضرب او به چرخ درآمد و شیخ صلاح‌الدین زرکوب به الهام از دکان بیرون آمد و سر در قدم مولانا نهاد و از وقت نماز پیشین تا نماز دیگر با مولانا در سماع بود.
بدین‌سان مولانا شیفتهٔ صلاح‌الدین شد و شیخ صلاح‌الدین زرکوب جای خالی شمس تبریزی را تا حدودی پر کرد. صلاح‌الدین مردی عامی و درس نخوانده از مردم قونیه بود و پیشهٔ زرکوبی داشت. مولانا، زرکوب را جانشین خود کرد و حتی سلطان ولد با همه دانشش از او پیروی می‌نمود. هر چند سلطان ولد تسلیم سفارش پدرش بود ولی جایگاه خود را به‌ویژه در علوم و معارف برتر از زرکوب می‌دانست؛ اما سرانجام دریافت که دانش و معارف ظاهری چاره‌ساز مشکلات روحی و معنوی نیست. او با این باور مرید زرکوب شد. صلاح‌الدین زرکوب نیز همانند شمس مورد حسادت مریدان بود اما به هر حال مولانا تا ۱۰ سال با او انس داشت تا اینکه زرکوب بیمار شد و جان سپرد و در قونیه به خاک سپرده شد.

### مولانا و حسام‌الدین چلبی
حسام‌الدین چلبی از عارفان بزرگ و مرید مولانا بود. او در سال ۶۲۲ ه‍.ق (۱۲۲۵ م) در قونیه زاده شد. خانواده او اصالتاً اهل ارومیه بودند که به قونیه مهاجرت کرده بودند بدین جهت مولانا او را در مقدمه مثنوی، اورموی خوانده است. لقب دیگر او «ابن اخی ترک» بود. مولانا با او نیز ۱۰ سال همنشین بود.
مولانا به سفارش حسام‌الدین مثنوی معنوی را به رشتهٔ نگارش درآورد و گه‌گاه در مثنوی نام حسام‌الدین به چشم می‌خورد به همین سبب در ابتدای امر نام حسامی‌نامه را برای مثنوی معنوی برمی‌گزیند.

### درگذشت مولانا

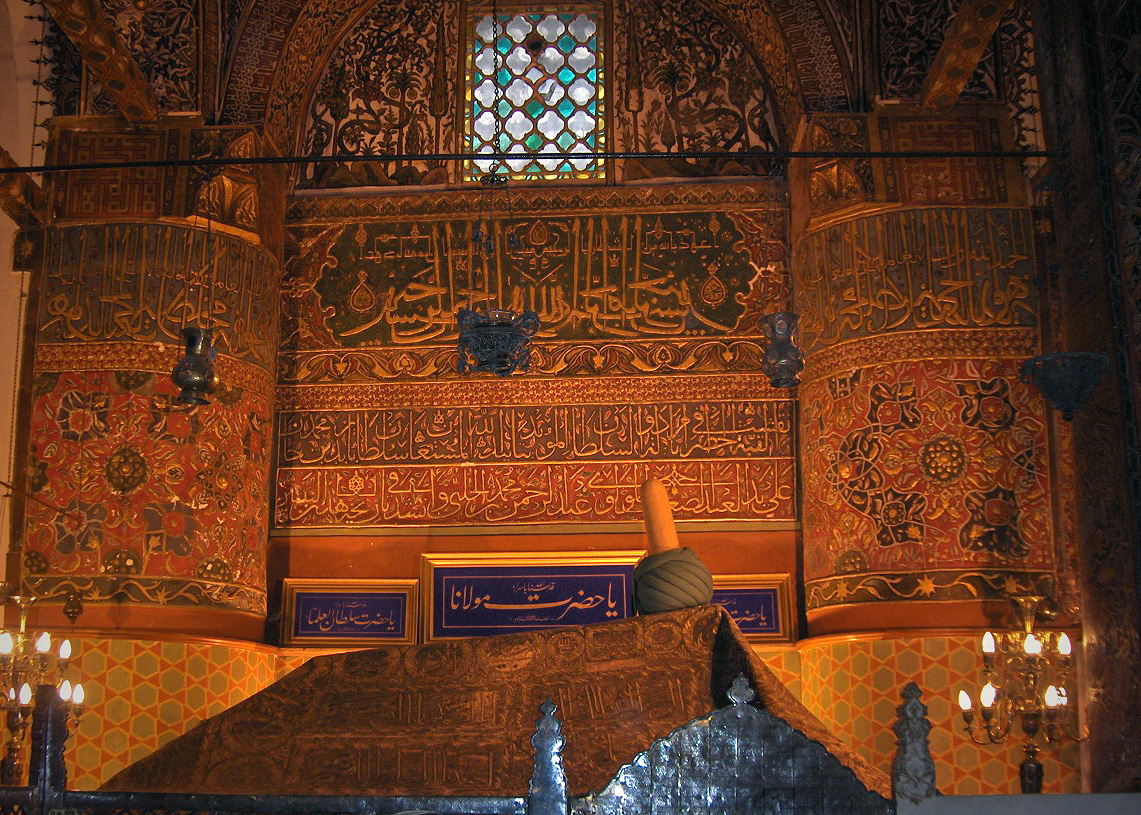
آرامگاه مولوی در قونیه، ترکیه

مولانا، پس از مدت‌ها بیماری در پی تبی سوزان در غروب یکشنبه ۵ جمادی الآخر ۶۷۲ قمری برابر با ۴ دی ۶۵۲ خورشیدی (۱۲۷۳ م) درگذشت.
در آن روز پرسوز، قونیه در یخ‌بندان بود. سیل پرخروش مردم، پیر و جوان، مسلمان و گبر، مسیحی و یهودی همگی در این ماتم شرکت داشتند. افلاکی می‌گوید: «بسی مستکبران و منکران که آن روز، زنّار بریدند و ایمان آوردند.» و ۴۰ شبانه‌روز این عزا و سوگ بر پا بود:
| بعد چل روز سوی خانه شدند    |  | همه مشغول این فسانه شدند  |
| روز و شب بود گفتشان همه این |  | که شد آن گنج زیر خاک دفین |

## آثار

### آثار منظوم

#### مثنوی معنوی
مثنوی معنوی مهم‌ترین اثر مولوی است. این دیوان شعر دارای شش جلد است و بیست و هفت هزار بیت دارد. بسیاری، مثنوی معنوی را یکی از بزرگ‌ترین آثار شعر عرفانی می‌دانند. 
شیخ بهایی در ستایش مثنوی می‌گوید:
| من نمی‌گویم که آن عالیجناب |  | هست پیغمبر ولی دارد کتاب |
| مثنوی معنوی مولوی         |  | هست قرآنی به لفظ پهلوی   |

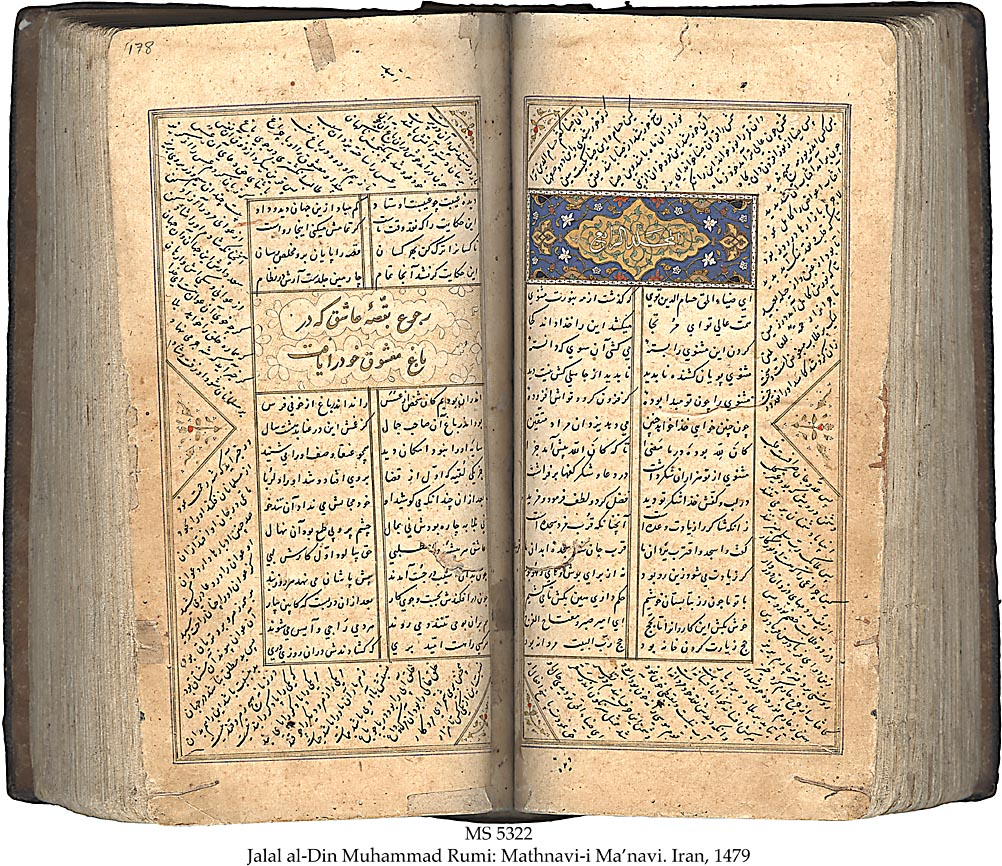
نسخه‌ای خطی از مثنوی معنوی در شیراز

مولانا کتاب مثنوی معنوی را با بیت «بشنو این نی چون شکایت می‌کند /از جدایی‌ها حکایت می‌کند» آغاز می‌کند. در مقدمهٔ عربی مثنوی معنوی نیز که نوشتهٔ خود مولانا است، این کتاب به تأکید «اصول دین» نامیده می‌شود ((به عربی: «هذا كتابً المثنوي، وهّو اصولُ اصولِ اصولِ الدين»)).
مثنوی معنوی حاصل پربارترین دوران عمر مولاناست زیرا بیش از ۵۰ سال داشت که نظم مثنوی را آغاز کرد. اهمیت مثنوی نه از آن رو که از آثار کهن ادبیات فارسی است؛ بلکه از آن جهت است که برای بشرِ سرگشتهٔ امروز پیام رهایی و وارستگی دارد. مثنوی فقط عرفان نظری نیست بلکه کتابی است جامع عرفان نظری و عملی. او خود گفته است: «مثنوی را جهت آن نگفتم که آن را حمایل کنند، بل تا زیر پا نهند و بالای آسمان روند که مثنوی معراج حقایق است نه آنکه نردبان را بر دوش بگیرند و شهر به شهر بگردند.» بنابراین، عرفان مولانا صرفاً عرفان تفسیر نیست بلکه عرفان تغییر است.
اگر بخواهیم مجموعهٔ عظیم و پربار بیست و شش هزار بیتی مثنوی معنوی را کوتاه و خلاصه کنیم، به هجده بیتی می‌رسیم که سرآغاز دفتر اوّل مولاناست و به «نی نامه» شهرت یافته است. گرچه آغاز مثنوی مولانا (نی نامه) با دیگر آثار نثر و نظم فارسی تفاوت دارد امّا روح نیایش و توجّه به حق، در تار و پود آن نهفته است.
این «نی» همان مولاناست که به عنوان نمونهٔ یک انسان آگاه و آشنا با حقایق عالم معنا، خود را اسیر این جهان مادّی می‌بیند و «شکایت می‌کند» که چرا روح آزادهٔ او از «نیستانِ» عالم معنا بریده است. او در مثنوی و دیوان شمس، بارها خود، یا انسان آگاه را به نی و چنگ تشبیه کرده است:
ما چو چنگیم و تو زخمه می‌زنی…
ما چو ناییم و نوا در ما زتوست…

#### دیوان شمس تبریزی

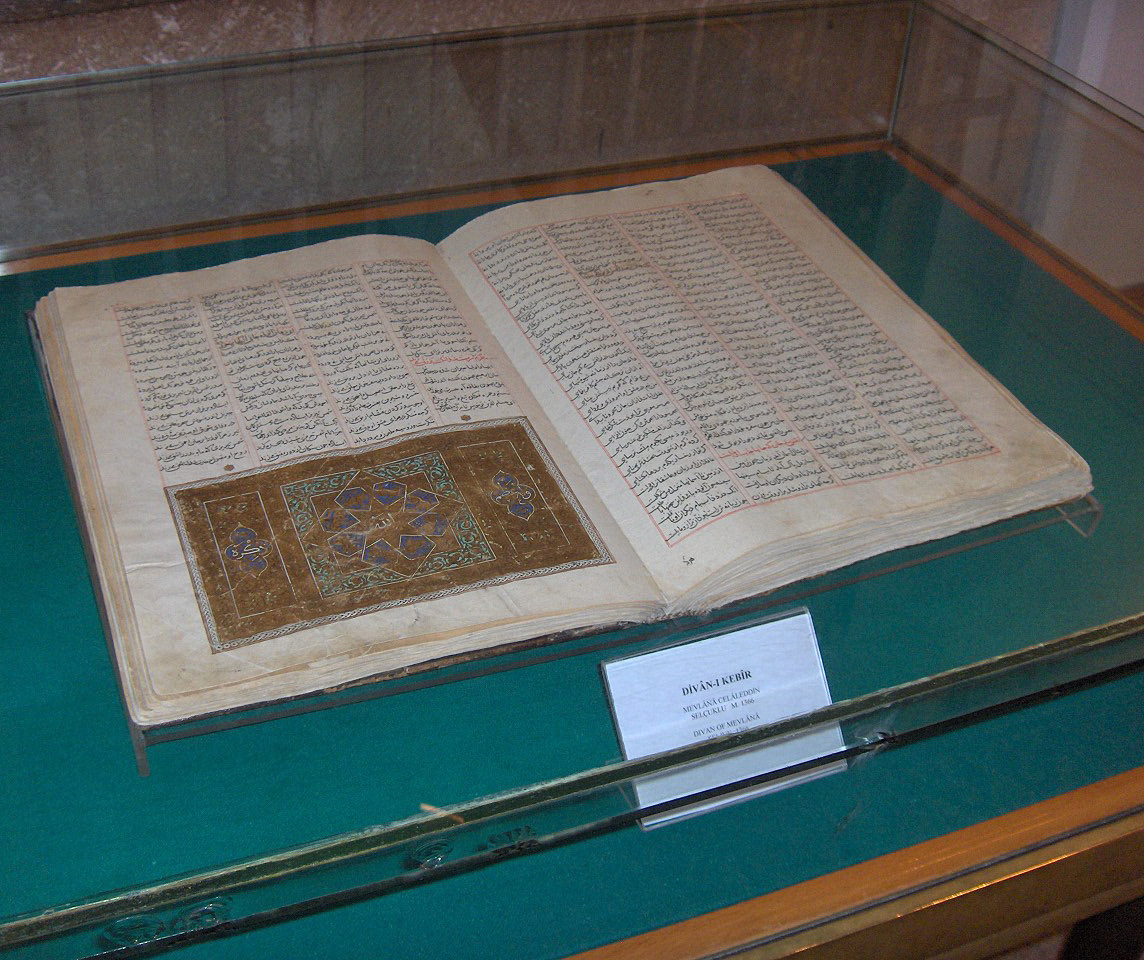
نسخه‌ای خطی از کلیات شمس تبریزی در قونیه

غزلیات و «دیوان شمس تبریزی» (یا دیوان کبیر)، محبوبیت فراوانی کسب کرده‌اند. درصد ناچیزی از این غزلیات به زبان‌های یونانی و عربی و ترکی است و عمده غزلیات موجود در این دیوان به فارسی سروده شده‌اند. به علاوه درمجموع آثار، بیش از شصت و یک هزار بیت به فارسی، حدود هزار بیت به عربی و کمتر از پنجاه بیت ترکی و یونانی (بسیاری به ملمع فارسی-ترکی یا فارسی-یونانی) دارد.

#### رباعیات
رباعیات مولانا بخشی از دیوان اوست. این قسمت از آثار مولانا در مطبعهٔ اختر (استانبول) به سال ۱۳۱۲ ه‍.ق (۱۸۹۴ م) به طبع رسیده و متضمن ۱۶۵۹ رباعی یا ۳۳۱۸ بیت است که بعضی از آن‌ها به شهادت قرائن از آن مولاناست و دربارهٔ قسمتی هم تردید قوی حاصل است و معلوم نیست که انتساب به وی درست باشد.
برای نمونه:
| عشق از ازل است و تا ابد خواهد بود |  | جوینده عشق بی‌عدد خواهد بود       |
| فردا که قیامت آشکارا گردد         |  | هرکس که نه عاشق است رد خواهد بود |

### آثار منثور

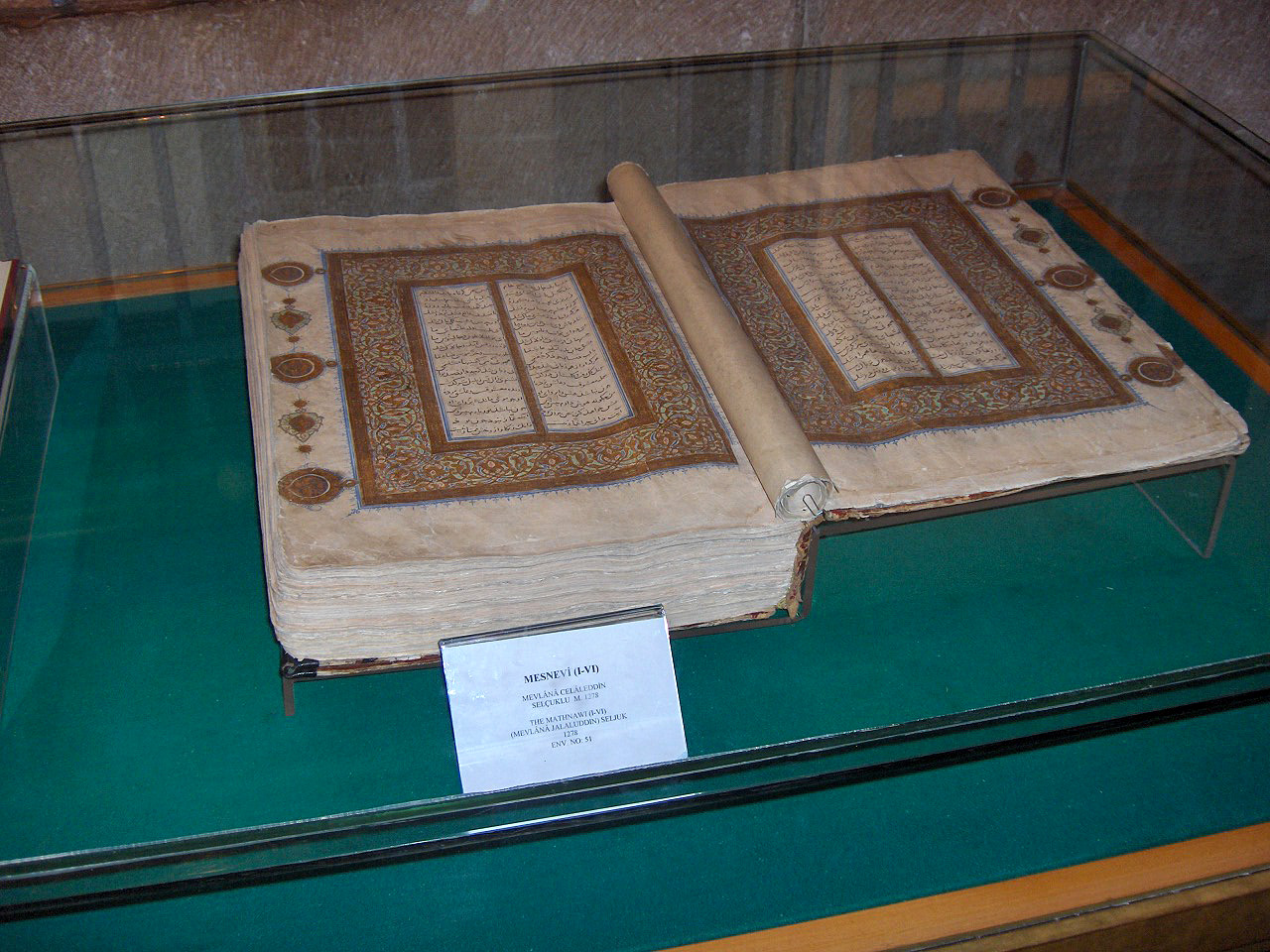
نسخه‌ای خطی از مثنوی در قونیه

#### فیه ما فیه
این کتاب مجموعهٔ تقریرات هفتاد و یک گانهٔ مولاناست که در طول سی سال در مجالس فراهم آمده است. این سخنان را پسر او، سلطان ولد، یا یکی دیگر از مریدان یادداشت کرده و بدین‌صورت درآورده است. نثر این کتاب درون‌مایه‌ای از مطالب عرفانی دینی و اخلاقی دارد، ساده و روان است، سبکی محاوره‌ای دارد و اصطلاحات پیچیده در آن دیده نمی‌شود. ترجمه انگلیسی کتاب نخستین بار به وسیلهٔ آرتور آربری با عنوان «گفتمانهای رومی» در سال ۱۹۷۲ منتشر شد. ترجمه دوم کتاب را ویلر تگستون، تحت عنوان «آیاتِ غیب: گفتمان‌های جلال‌الدین رومی» در سال ۱۹۹۴ چاپ کرد.

#### مجالس سبعه
مجموعهٔ مواعظ و مجالس مولانا یعنی سخنانی است که به وجه اندرز و به طریق تذکیر بر سر منبر بیان کرده است. نسخهٔ خطی این کتاب در کتابخانهٔ سلیم آقا در اسگدار محفوظ و در تاریخ کتابت آن سال ۷۸۸ ه‍.ق (۱۳۸۶ م) می‌باشد. در این خطبه‌ها رومی آیات قرآن و احادیث را تفسیر می‌کند. وی همچنین از اشعار سنائی، عطار و دیگر شاعران، من‌جمله آثار خود در این خطبه‌ها استفاده می‌کند. همان‌طور که افلاکی روایت می‌کند، پس از شمس تبریزی، رومی به درخواست بزرگان، به ویژه صلاح الدین زرکوب، خطبه‌ها را ایراد می‌کرده است. این خطابه‌ها به فارسی ساده است، اما نقل قول‌های عربی و روایت او از تاریخ و احادیث، نشان از تبحر وی در علوم اسلامی دارد.

#### مکتوبات
مکتوبات مجموعهٔ نامه‌های صد و پنجاه گانهٔ مولاناست به معاصران خود و دو نسخهٔ آن در کتابخانهٔ دارالفنون استانبول موجود است. این نامه‌ها به زبان فارسی تصنیف شده‌اند و مخاطب آن‌ها شاگردان، اعضای خانواده، دولتمردان و افراد صاحب نفوذ است. نامه‌های رومی نشان از اداره جامعه‌ای از شاگردان که در اطراف وی گرد آمده بودند می‌دهد. برخلاف سبک فارسی دو اثر منثور قبلی، نامه‌ها به صورت آگاهانه‌ای پیچیده و مطابق با سبک مکاتبه با نجیبان، دولتمردان و پادشاهان نوشته شده‌اند.

## مولوی و عارفان پیشین
بجز پدر مولانا و شمس تبریزی، مولانا به عارفان پیشین نیز اشاره می‌کند:
| هفت شهر عشق را عطار گشت |  | ما هنوز اندر خم یک کوچه‌ایم |

یا:
| عطار روح بود و سنائی دو چشم او |  | ما از پی سنائی و عطار می‌رویم |

## اندیشه
مولوی از منتقدان نظریه حد وسط در اخلاق است که یکی از نظریات بسیار رایج در بین دانشمندان اسلامی است. اشکالی که وی به این ایده وارد می‌کرد این بود که در بسیاری از موارد اول و آخر یک موضوع مشخص نیست که بتوان وسطش را معین کرد و نیز اینکه بسیاری از اصول اخلاقی نسبت به افراد متغیر است.
| اول و آخر بباید تا در آن    |  | در تصور گنجد اوسط یا میان   |
| بی‌نهایت، چون ندارد دو طرف   |  | کی بُوَد او را میانه منصرَف؟!  |
| گفت راه اوسط ار چه حکمت است |  | لیک اوسط نیز هم با نسبت است |

دفتر دوم مثنوی
مولوی قائل به مراتب در معرفت و شناخت است و شناخت شهودی را معتبرترین شناخت می‌داند. وی شناخت عقلی و سپس حسی را در مراتب بعدی می‌داند و آن‌ها را برای کسانی که دسترسی به شناخت مراتب بالاتر را ندارند معتبر و مجاز می‌داند. از دید وی شناخت استدلالی مانند عصایی است در دست کور که نا مطمئن است ولی شخصی که چاره‌ای جز آن ندارد باید از همان استفاده کند. اما توصیه وی به اهل استدلال این است که اگر استدلال آن‌ها با شهود اهل دل مخالف بود باید شناخت شهودی را بپذیرند.
| چشم اگر داری تو کورانه میا      |  | ورنداری چشم، دست‌آور عصا        |
| آن عصای حَزم و استدلال را        |  | چون نداری دید، میکن پیشوا      |
| ور عصای حزم و استدلال نیست      |  | بی عصاکش بر سر هر ره مایست     |
| گام از آن سان نه، که نابینا نهد |  | تا که پا از چاه و از سگ، وارهد |
| لرز لرزان و به ترس و احتیاط     |  | می‌نهد پا تا نیفتد در خُباط      |

دفتر سوم مثنوی
مولوی نزاع بین معتقدان به جبر و باورمندان به اختیار را ناشی از حکم الهی می‌داند و خود را متعلق به هیچ‌کدام از دو گروه نمی‌داند. از دید مولوی نزاع بین جبریون و اختیاریون تنها وسیله‌ای است که هر دو طرف نیکی‌ها و بدی‌هایشان ظاهر شود.
| هست سنی را یکی تسبیح خاص       |  | هست جبری را ضد آن در مناص   |
| سنی از تسبیح جبری بی‌خبر        |  | جبری از تسبیح سنی بی‌اثر     |
| این همی‌گوید که آن ضالست و گم   |  | بی‌خبر از حال او وز امر قم   |
| و آن همی گوید که این را چه خبر |  | جنگشان افکند یزدان از قدر   |
| گوهر هر یک هویدا می‌کند         |  | جنس از ناجنس پیدا می‌کند     |
| قهر را از لطف داند هر کسی      |  | خواه دانا خواه نادان یا خسی |
| لیک لطفی قهر در پنهان شده      |  | یا که قهری در دل لطف آمده   |
| کم کسی داند مگر ربانیی         |  | کش بود در دل محک جانیی      |

## مولویه
جایگاه مولانا در ترکیه بیش از یک شاعر است و به عنوان یک قدیس و مقرب شناخته می‌شود. طریقت مولویه در ترکیه پیروان بسیاری دارد و البته طریقتی شهری، نخبه گرا و اشرافی به‌شمار می‌آید. در ترکیه طریقت‌های دیگر نیز برای مولوی جایگاهی والا قائل هستند، چنان‌که جامی، شاعر پیرو طریقت نقشبندی گفته است، مولوی با آنکه پیامبر نیست، اما صاحب کتاب است. مراسم پیروان مولویه روزهای جمعه در مولوی‌خانه به صورت سماع و رقص و خواندن اشعار مولانا انجام می‌شود. پیروان مولویه خود به دو دسته تقسیم می‌شوند که ولدی و شمسی خوانده می‌شوند. ولدیه را سلطان ولد پدیدآورد که گرایش غالب مولویه است و در راستای تطبیق تعالیم مولانا با احکام اسلامی به وجود آمد. بنیان‌گذار دستهٔ دیگر اولو عارف چلبی پسر سلطان ولد و نوهٔ مولانا بود که کوشید تا در دشمنی با اهل تشرع فعالیت کند و مولویه را به عنوان طریقتی عرفانی جدای از شریعت اسلامی سازمان بدهد. هرسال آذرماه در شهر قونیه، مراسم زیارت مولوی انجام می‌شود و مولویان معتقدند زیارت مقبرهٔ مولانا که «کعبه العشاق» نامیده می‌شود نیمی از ثواب حج را دارد.

## سال جهانی مولانا

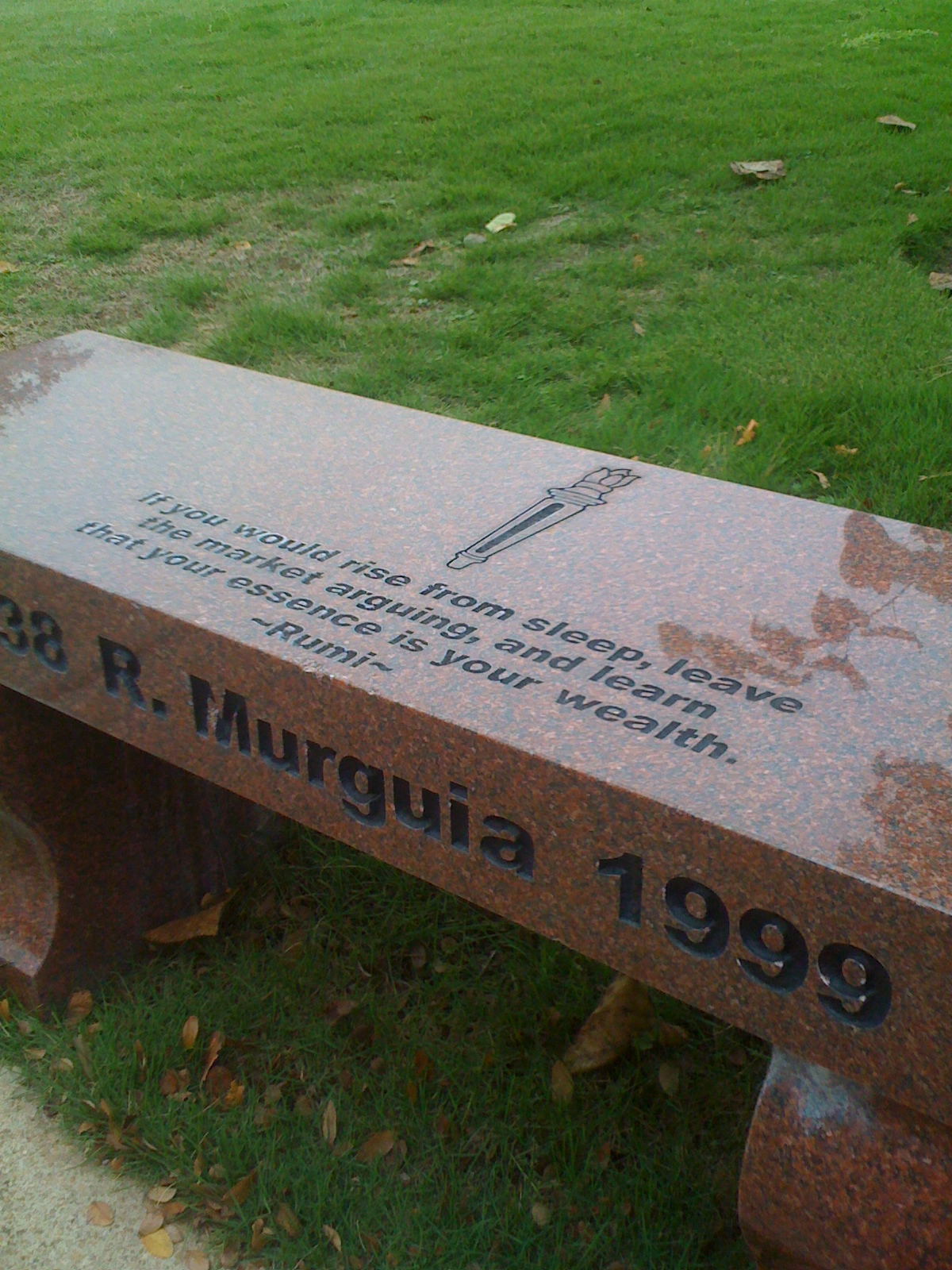
مولانا در ایالات متحده آمریکا و دیگر کشورهای غربی بسیار پرطرفدار است. یادبودی به مناسبت درگذشت یکی از استادان و هیئت علمی کالج سن آنتونیو مزین به اشعار مولانا شده است.

یونسکو با پیشنهاد ترکیه، سال ۲۰۰۷ را سال جهانی مولانا نامیده است. خودِ سازمان یونسکو، یادبود هشتصدمین سالگرد تولد مولانا را در تاریخ ۶ سپتامبر سال ۲۰۰۷ برگزار کرد.

### رویدادهای سال مولانا
- نخست‌وزیر ترکیه در مراسم بزرگداشت هفتصد و سی و چهارمین سال‌مرگ مولانا جلال الدین بلخی، عارف و سخن‌سرای بزرگ پارسی‌گوی اعلام کرد که دولت ترکیه زادگاه مولانا را در کشور افغانستان بازسازی خواهد کرد. هنگامی که رجب طیب اردوغان، نخست‌وزیر ترکیه اعلام کرد که دولتش زادگاه مولانا را بازسازی خواهد کرد، این خبر با تشویق و کف زدن حاضران همراه شد. در تالار سماع مرکز فرهنگی مولانا در قونیه که سخنرانی نخست‌وزیر ترکیه در آن ایراد شد، حدود سه هزار نفر، از جمله رئیس‌جمهور، رئیس مجلس، وزیر فرهنگ، رهبر حزب اصلی مخالف دولت (حزب جمهوری خلق) و همچنین شماری دیگر از مقامات محلی و کشوری حضور داشتند.[۶۲]
- در واپسین روزهای سال نام‌نهاده برای بزرگداشت از خداوندگار بلخ، ده‌ها تن از اندیشمندان افغان در جشنواره‌ای در زادگاه مولانا در بلخ مزار شریف شرکت و سال ۲۰۰۷ را آغازی برای تحقیقات و مطالعات دربارهٔ مولانای بلخی عنوان کردند.[۶۳]
- در هشتصدمین سالگرد تولد مولوی، مراسم گوناگونی در شهر قونیه، محل درگذشت این شاعر پرآوازه فارسی‌زبان، در حال برگزاری است. از جمله این مراسم، برنامهٔ سماع است که ۱۵ دسامبر ۲۰۰۷ (۲۴ آذر ۱۳۸۶) در ساختمان تازه‌تأسیس 'مرکز فرهنگی مولانا' در شهر قونیه برگزار شد.[۶۴]
- 'از بلخ تا همیشه'، نام یک همایش فرهنگی است که به مناسب پایان سال مولانا از طرف ریاست اطلاعات و فرهنگ هرات برگزار شد.[۶۵]
- در این سال تمبر مولانا با نمایی از استاد بهزاد در آمریکا منتشر شد.[۶۶]
- در روزهای ۶ تا ۱۰ آبان ۱۳۸۶، کنگره بزرگداشت هشتصدمین سال تولد مولانا با شرکت اندیشمندانی از ۳۰ کشور جهان در سه شهر تهران، تبریز و خوی برگزار شد. ریاست آن را غلامعلی حداد عادل بر عهده داشت.[۶۷] حدود ۴۵۰ مقاله به این کنگره ارسال شده بود و ۲۸۰ استاد و پژوهشگر در آن مقاله ارائه کرده‌اند.[۶۸] در حاشیهٔ این کنگره محمود فرشچیان از تابلوی مینیاتور شمس تبریزی و مولوی پرده‌برداری کرد.[۶۹]
- برگزاری همایش بین‌المللی داستان‌پردازی مولوی در روزهای ۶ و ۷ آبان ۱۳۸۶، در مرکز همایش‌های بین‌المللی صداوسیما.[۷۰]
- برگزاری مراسم هشتصدمین سالروز تولد مولانا در سازمان ملل.[۷۱]
- ترکیه نیز برنامه‌هایی که به مناسبت سال جهانی مولانا برگزار کرده است.[۷۲]

همچنین مولانا در مثنوی معنوی پیرامون سخن گفتن به پارسی گفته:
| پارسی گو گرچه تازی خوشتر است |  | عشق را خود صد زبان دیگر است |

## مولوی، پیونددهندهٔ ملت‌ها

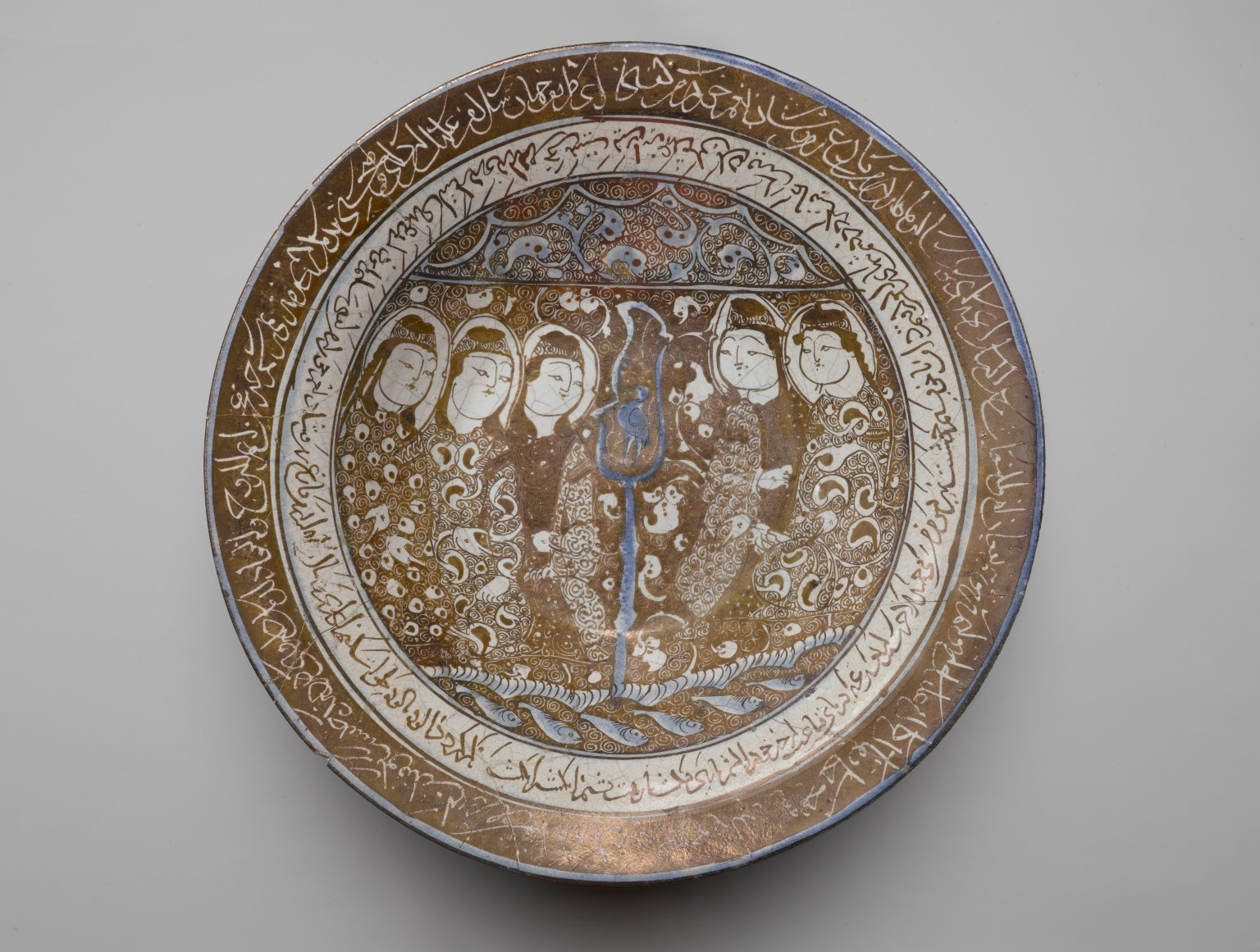
کاسه ای با اشعار مولانا، اوایل قرن سیزدهم؛ موزه بروکلین

مولوی زادهٔ بلخ خوارزمشاهیان (خراسان در ایران بزرگ، یا وخش (شهر) بود و در زمان تصنیف آثارش (همچون مثنوی) در قونیه در دیار روم می‌زیست. با آنکه آثار مولوی برای عموم جهانیان است ولی پارسی‌زبانان بهرهٔ خود را از او بیشتر می‌دانند، چرا که حدود شصت تا هفتاد هزار بیت او فارسی است و خطبه‌ها و نامه‌ها و تقریرات (تعالیم او به شاگردانش که آن را ثبت کردند و به فارسی غیرادبی و روزانه است) او نیز به فارسی می‌باشد؛ و تنها حدود هزار بیت عربی و کمتر از پنجاه بیت به زبان‌های یونانی و نیز ترکی (اغلب به‌طور ملمع در شعر فارسی) به وی منتسب است.
| پارسی گو گرچه تازی خوشتر است |  | عشق را خود صد زبان دیگر است |

و پسر مولانا نیز چندان بنا به اعتراف خودش در زبان‌های ترکی و یونانی خوب و روان نبوده است:
| بگذر از گفت ترکی و رومی |  | که از این اصطلاح محرومی    |
| گوی از پارسی و از تازی  |  | که در این هردو خوش همی‌تازی |

آثار مولانا به علاوهٔ مناطق فارسی‌زبان، تأثیر فراوانی در هند و پاکستان و ترکیه و آسیای میانه گذاشته است.
آثار مولانا تأثیر فراوانی روی ادبیات و فرهنگ ترکی نیز داشته است. دلیل این امر این است که اکثر جانشینان مولوی در طریقهٔ تصوف مربوط به او از ناحیهٔ قونیه بودند و آرامگاه وی نیز در قونیه است.
| ای بسا هندو و ترک همزبان |  | ای بسا دو ترک چون بیگانگان |

برخی مولوی‌شناسان (ازجمله عبدالحسین زرین‌کوب) برآن‌اند که در دوران مولوی، زبان مردم کوچه و بازار قونیه، زبان فارسی بوده است. جلال الدین همایی در این رابطه به این بیت پسر مولانا (که پس از چند بیت عربی آن را سرود) اشاره می‌کند.
| فارسی گو که جمله دریابند |  | گرچه زین غافل‌اند و در خوابند |

## مولانا و جهان غرب
مولانا در سدهٔ ۲۱ میلادی به‌سرعت در جهان غرب مشهور شد به‌طوری‌که ترجمه کتاب او در آمریکا به بزرگ‌ترین و پرفروش‌ترین کتاب سال تبدیل گردید. ترجمهٔ کولمن بارکس در سال ۲۰۰۱ بیش از ۵۰۰ هزار نسخه در آمریکا فروش داشت.
کتاب ملت عشق (با نام اصلی چهل قاعده عشق) نیز اثر الیف شافاک که درباره احوالات شمس تبریزی و مولوی نوشته شده است که به سرعت در جهان غرب محبوب شد و حدود ٧٥٠ هزار نسخه از آن در ترکیه و در فرانسه به فروش رفت.

## ارجاعات فرهنگی
دربارهٔ زندگی مولوی سریالی در سال ۱۳۹۳ با نام جلال‌الدین از شبکه ۱ سیمای جمهوری اسلامی ایران پخش شد.
در پاییز ۹۸ خبر ساخت فیلم «مست عشق» به کارگردانی حسن فتحی منتشر شد. موضوع این فیلم در مورد برهه‌هایی از زندگی مولانا به‌صورت مشترک میان ایران و ترکیه و با بازی پارسا پیروزفر و شهاب حسینی بود.